# Кисими
Кисими (фр. Kissimi) — деревня в Чаде, расположенная на территории региона Среднее Шари.

## Географическое положение
Деревня находится в южной части Чада, на правом берегу реки Ко (приток Шари), на высоте 333 метров над уровнем моря.
Населённый пункт расположен на расстоянии приблизительно 486 километров к юго-востоку от столицы страны Нджамены.

## Климат
Климат деревни характеризуется как тропический, с сухой зимой и дождливым летом (Aw в классификации климатов Кёппена). Среднегодовая температура воздуха составляет 27,5 °C. Средняя температура самого холодного месяца (декабря) составляет 25,5 °С, самого жаркого месяца (апреля) — 31,1 °С. Расчётная многолетняя норма осадков — 985 мм. В течение года количество осадков распределено неравномерно, основная их масса выпадает в период с апреля по октябрь. Наибольшее количество осадков выпадает в августе (242 мм).

## Транспорт
Ближайший аэропорт расположен в городе Сарх.